# Gerrit Jan Nagell
Gerrit Jan Nagell, heer van de beide Ampsen, (1605 – Ampsen, 1 september 1675) was richter van Doesburg en was lid van de ridderschap van Zutphen.

## Leven en werk
Nagell was lid van de later genoemde familie, Van Nagell. Hij was een zoon van Joost Nagel, heer van Olden-Ampsen († 1646), lid ridderschap van Zutphen in (1598-1621, 1643 en 1645-1646) en Geertruid van der Capellen.
Nagell trouwde te Markelo in 1642 met Clara Elisabeth van Coeverden, dochter van Johan van Coevorden, heer van Rhaen en Walfort en Frederica Margaretha van Lintelo.
Zij kregen een zoon genaamd Johan Herman van Nagell, heer van de beide Ampsen en Overlaer (1648-1698), lid van de ridderschap van Zutphen in 1677-1697; trouwde in 1682 met Anna Henriëtta van Coeverden.
Nagell was lid van de ridderschap van Zutphen van 1643 tot 1675. Op 28 mei 1646 werd hij beleend met Olden-Ampsen. Rond 1600 werd het huis Olden-Ampsen verwoest waardoor Gerrit Jan Nagel rond 1650 op een nieuwe plek het huis Nieuwen-Ampsen liet bouwen. Sindsdien is de familie heer van beide Ampsen, wat wil zeggen Ouden- en Nieuwen-Ampsen. Op 25 maart 1675 werd Nagel door de stadhouder Willem III van Oranje, benoemd tot richter van het richterambt van Doesburg.